# Jhonatan Restrepo
Jhonatan Restrepo Valencia (* 28. November 1994 in Pácora) ist ein kolumbianischer Radrennfahrer.

## Sportlicher Werdegang
2013 gewann Jhonatan Restrepo zwei Etappen der U23-Ausgabe der Vuelta a Colombia, im Jahr darauf konnte er erneut eine Etappe der Rundfahrt für sich entscheiden. Zudem wurde er U23-Panamerikameister im Straßenrennen. Ebenfalls 2014 hatte Restrepo Erfolge auf der Bahn. Gemeinsam mit Juan Sebastián Molano, Brayan Stiven Sánchez und Arles Castro wurde er Panamerikameister in der Mannschaftsverfolgung sowie mit Jordan Parra Vize-Meister im Zweier-Mannschaftsfahren. 2015 errang er drei panamerikanische Titel: in der Einerverfolgung und in der Mannschaftsverfolgung (Juan Esteban Arango, Arles Castro und Jordan Parra). Gemeinsam mit Fernando Gaviria, Arles Castro und Juan Esteban Arango errang er bei den Panamerikanischen Spielen Gold in der Mannschaftsverfolgung.
Auf der Straße wurde Restrepo 2015 Panamerikameister im Straßenrennen der U23. Nachdem er in der Saison 2015 bereits als Stagiaire eingesetzt war, wurde er zur Saison 2016 Mitglied im damaligen UCI WorldTeam Katusha. Im selben startete Restrepo erstmals bei einer Grand Tour und belegte bei der Vuelta a España Rang 126 in der Gesamtwertung. Bei der Tour Down Under 2017 gewann er die Nachwuchswertung.
Nach drei Jahren ohne Sieg wechselte Restrepo zur Saison 2019 zum Manzana Postobón Team, das jedoch im Zuge mehrerer Dopingvorfälle im Mai 2019 aufgelöst wurde. In der Folgesaison wurde er Mitglied im UCI ProTeam Drone Androni Giocattoli-Sidermec. Für sein neues Team erzielte er gleich in der ersten Saison sechs Siege, zwei bei der Vuelta al Táchira und vier bei der Tour du Rwanda. Es folgten jeweils ein weiterer Sieg bei der Tour du Rwanda 2021 und 2022, womit er zum Rekord-Etappensieger der Tour wurde.
In der Saison 2023 fuhr Restrepo für das kolumbianische UCI Continental Team GW Shimano Sidermec und gewann den Giro della Provincia di Reggio Calabria. Mit dem Jahr 2024 kehrte er mit dem italienischen Team Polti Kometa zu einem UCI ProTeam zurück und gewann zum Saisonstart im Trikot der kolumbianischen Nationalmannschaft eine Etappe der Tour Colombia. Seinen ersten Sieg für das Team Polti Kometa feierte er kurz drauf auf der dritten Etappe der Tour du Rwanda 2024.

## Erfolge

### Straße
2013
- zwei Etappen Vuelta a Colombia (U23)

2015
- eine Etappe Vuelta a Colombia (U23)
- Panamerikameister (U23) – Straßenrennen

2017
- Nachwuchswertung Tour Down Under

2019
- Bergwertung Aragon-Rundfahrt

2020
- zwei Etappen Vuelta al Táchira
- vier Etappen Tour du Rwanda

2021
- eine Etappe Tour du Rwanda
- Bergwertung Boucles de la Mayenne

2022
- eine Etappe Tour du Rwanda

2023
- Giro della Città metropolitana di Reggio Calabria

2024
- eine Etappe Tour Colombia
- eine Etappe Tour du Rwanda

### Bahn
2014
- Panamerikameister – Mannschaftsverfolgung (mit Juan Sebastián Molano, Brayan Stiven Sánchez und Arles Castro)
- Panamerikameisterschaft – Zweier-Mannschaftsfahren (mit Jordan Parra)

2015
- Panamerikaspielesieger – Mannschaftsverfolgung (mit Fernando Gaviria, Arles Castro und Juan Esteban Arango)
- Panamerikameister – Einerverfolgung, Mannschaftsverfolgung (mit Juan Esteban Arango, Arles Castro und Jordan Parra)

## Grand Tour-Platzierungen
| Grand Tour            | 2016 | 2017 | 2018 | 2019 | 2020 |
| --------------------- | ---- | ---- | ---- | ---- | ---- |
| Giro d’ItaliaGiro     | –    | –    | –    | –    | 103  |
| Tour de FranceTour    | –    | –    | –    | –    | –    |
| Vuelta a EspañaVuelta | 128  | –    | 105  | –    | –    |